# Goodbye Angels
Goodbye Angels es una canción de la banda de rock estadounidense Red Hot Chili Peppers, perteneciente a su undécimo álbum de estudio The Getaway, publicado en el año 2016. Es la quinta canción del mismo y fue lanzado como el cuarto sencillo el día 4 de abril de 2017.

## Video musical
El baterista de la banda, Chad Smith, confirmó el 14 de abril de 2017, mediante su cuenta de Twitter, que un video musical sería lanzado para la canción. Durante el concierto que la banda brindó ese mismo día en el Philips Arena de Atlanta, Georgia, se filmó dicho video y fue lanzado el 9 de mayo de 2017. 

## Personal
- Flea - bajo
- Anthony Kiedis - voz
- Josh Klinghoffer - guitarra y voces adicionales
- Chad Smith - batería